# Бридж-Крік (Оклахома)
Бридж-Крік (англ. Bridge Creek) — місто (англ. town) в США, в окрузі Грейді штату Оклахома. Населення — 336 осіб (2010).

## Географія
Бридж-Крік розташований за координатами 35°14′10″ пн. ш. 97°43′10″ зх. д. / 35.23611° пн. ш. 97.71944° зх. д. (35.236161, -97.719497).  За даними Бюро перепису населення США в 2010 році місто мало площу 4,24 км², уся площа — суходіл.

## Демографія
Згідно з переписом 2010 року, у місті мешкало 336 осіб у 128 домогосподарствах у складі 105 родин. Густота населення становила 79 осіб/км².  Було 133 помешкання (31/км²).
Расовий склад населення:
| - 86,3 % — білих - 5,7 % — корінних американців - 1,2 % — вихідців з тихоокеанських островів - 0,6 % — чорних або афроамериканців - 0,3 % — азіатів - 1,5 % — осіб інших рас |

До двох чи більше рас належало 4,5 %. Частка іспаномовних становила 3,9 % від усіх жителів.
За віковим діапазоном населення розподілялося таким чином: 22,6 % — особи молодші 18 років, 67,0 % — особи у віці 18—64 років, 10,4 % — особи у віці 65 років та старші. Медіана віку мешканця становила 40,3 року. На 100 осіб жіночої статі у місті припадало 98,8 чоловіків;  на 100 жінок у віці від 18 років та старших — 100,0 чоловіків також старших 18 років.
Середній дохід на одне домашнє господарство  становив 81 266 доларів США (медіана — 75 625), а середній дохід на одну сім'ю — 85 781 долар (медіана — 77 500). За межею бідності перебувало 8,9 % осіб, у тому числі 16,5 % дітей у віці до 18 років та 0,0 % осіб у віці 65 років та старших.
Цивільне працевлаштоване населення становило 152 особи. Основні галузі зайнятості: освіта, охорона здоров'я та соціальна допомога — 16,4 %, публічна адміністрація — 10,5 %, науковці, спеціалісти, менеджери — 10,5 %.